# Dub nad Spáleným rybníkem
Dub nad Spáleným rybníkem je památný strom u obce Kout na Šumavě nedaleko Kdyně. Přibližně 350 let starý  dub letní (Quercus robur) rostoucí na louce nad Spáleným rybníkem v nadmořské výšce 420 m byl vysazen za Stadionů. Obvod jeho kmene je 595 cm a strom je vysoký 26,5 m (měření 2001). Dub je chráněn od roku 1986 pro svůj vzrůst, věk a jako krajinná dominanta.

## Stromy v okolí
- Bílkovský dub
- Bílkovský javor
- Dub u Váchalovského mlýna †
- Duby nad rybníkem Bílka
- Duby v Pekle
- Jasan u Starého Dvora
- Lípa u Krysálů
- Lípa za Bečvárnou †
- Dub v třešnové rovci
- Starodvorské duby
- U Čtyřech lip
- Zámecká lípa